# Riccardo di Mandra
Riccardo di Molise, noto come Riccardo di Mandra (... – 1170 circa), è stato un nobile normanno, conte di Molise.

## Biografia
Riccardo di Mandra era il figlio di Ugo di Molise, conte di Molise, e di una figlia naturale del re del Regno di Sicilia Ruggero d'Altavilla. Nel 1156 fu connestabile al fianco di Roberto di Loritello nella rivolta filo-bizantina contro il re Guglielmo il Malo; in seguito ad una serie di sconfitte Riccardo ed il vescovo di Chieti furono catturati e Roberto riuscì a fuggire. Nel marzo 1161 si ritrovò coinvolto nella congiura di palazzo di Matteo Bonello, ma quando Simone di Taranto e Tancredi di Sicilia giunsero armi in pugno al cospetto del re Guglielmo, Riccardo si oppose col proprio corpo salvando la vita al sovrano. Nel 1162, a congiura conclusa, Riccardo fu pertanto riabilitato dal re Guglielmo. Alla morte di quest'ultimo, avvenuta nel 1166, la regina Margherita, che guidò la reggenza durante la minore età del figlio, il futuro Guglielmo il Buono, lo nominò cancelliere, gli restituì il Contado di Molise e, confidando nella sua lealtà, lo inserì nel ristretto gruppo di persone fidate che fino al 1170 ebbe grande influenza nel consiglio reale. Presto fu però sospettato di avere una relazione con la regina e, su istigazione di Enrico di Navarra, fratello della sovrana, fu allontanato dalla corte e sostituito da Stefano di Perche. Riccardo cadde definitivamente in disgrazia quando Boemondo, conte di Manoppello, Gilberto, conte di Gravina, e Riccardo di Caserta lo accusarono di vari misfatti, tra i quali una cospirazione contro il cancelliere Stefano di Perche e l'acquisizione indebita di Mandra dal demanio della Corona. Riccardo aveva sposato una nobile longobarda, Gaitelgrima, dalla quale aveva avuto un figlio, Ruggero, conte di Molise, che prese parte al conflitto tra Tancredi di Sicilia ed Enrico VI di Svevia negli anni 1190-1194.